# Callonychium aricense
Callonychium aricense là một loài Hymenoptera trong họ Andrenidae. Loài này được Toro & Herrera mô tả khoa học năm 1980.